# 克卢维

克卢维区在赫尔辛基地图上的位置

克卢维（芬蘭語：Kluuvi）是芬兰首都赫尔辛基的市区，为市中心的大部分地区。市区内有24,081个工作岗位（2014年）和560多名居民（2014年）。
克卢维区内有赫尔辛基中央车站、斯托克曼旗舰店、索科斯旗舰店、邮政大楼、雅典娜姆艺术博物馆、赫尔辛基大学市中心校区等建筑。克卢维区的东北部包括凯萨半岛公园的区域通常称为“凯萨半岛区”，但这不是官方正式的市区名字。
克卢维区的名字在日常生活中很少被提及。赫尔辛基的居民通常用“市中心”来指代这片区域。

## 图集

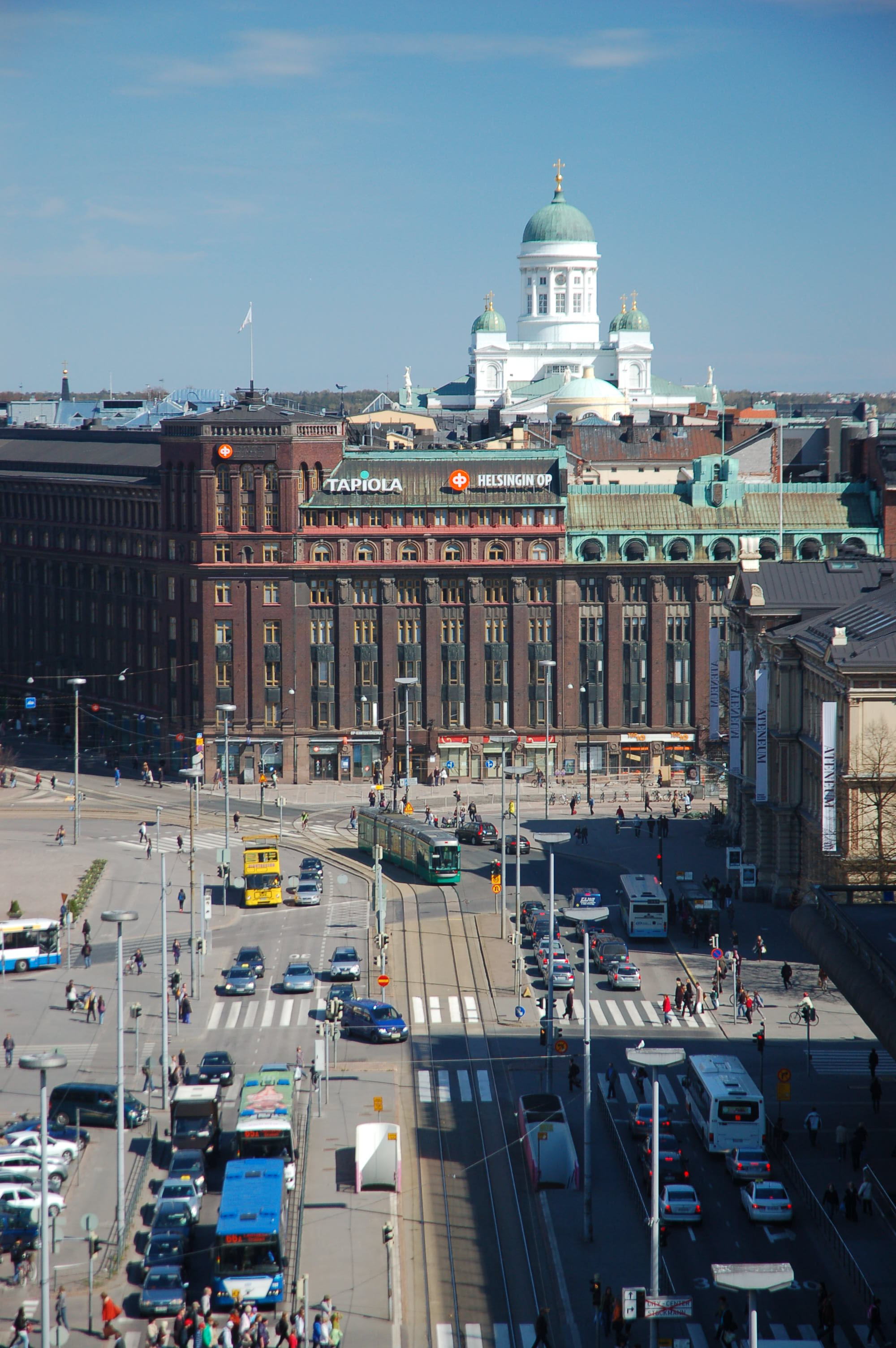
赫尔辛基中央车站前的大街
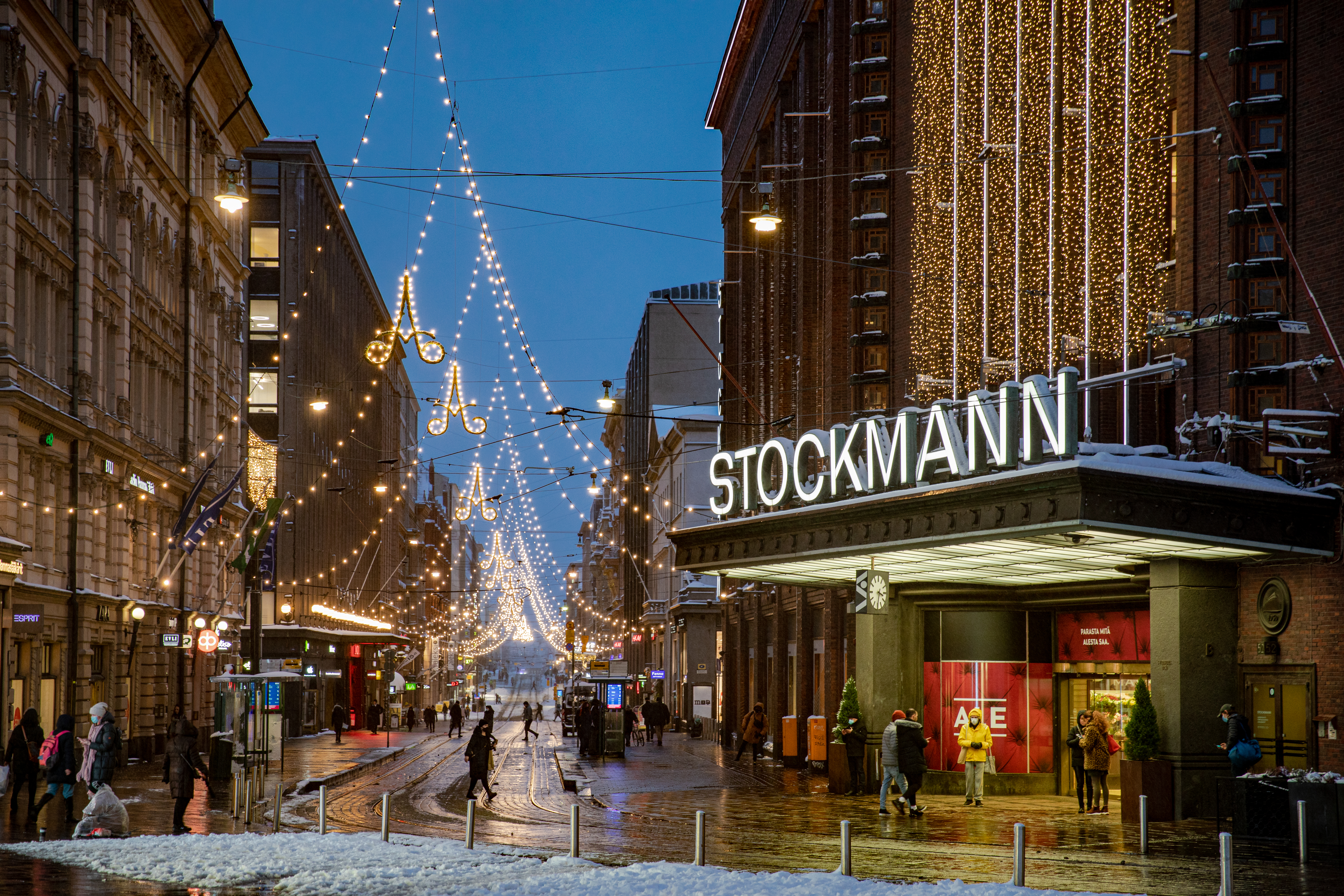
圣诞节期间亚历山大街上的斯托克曼百货大楼
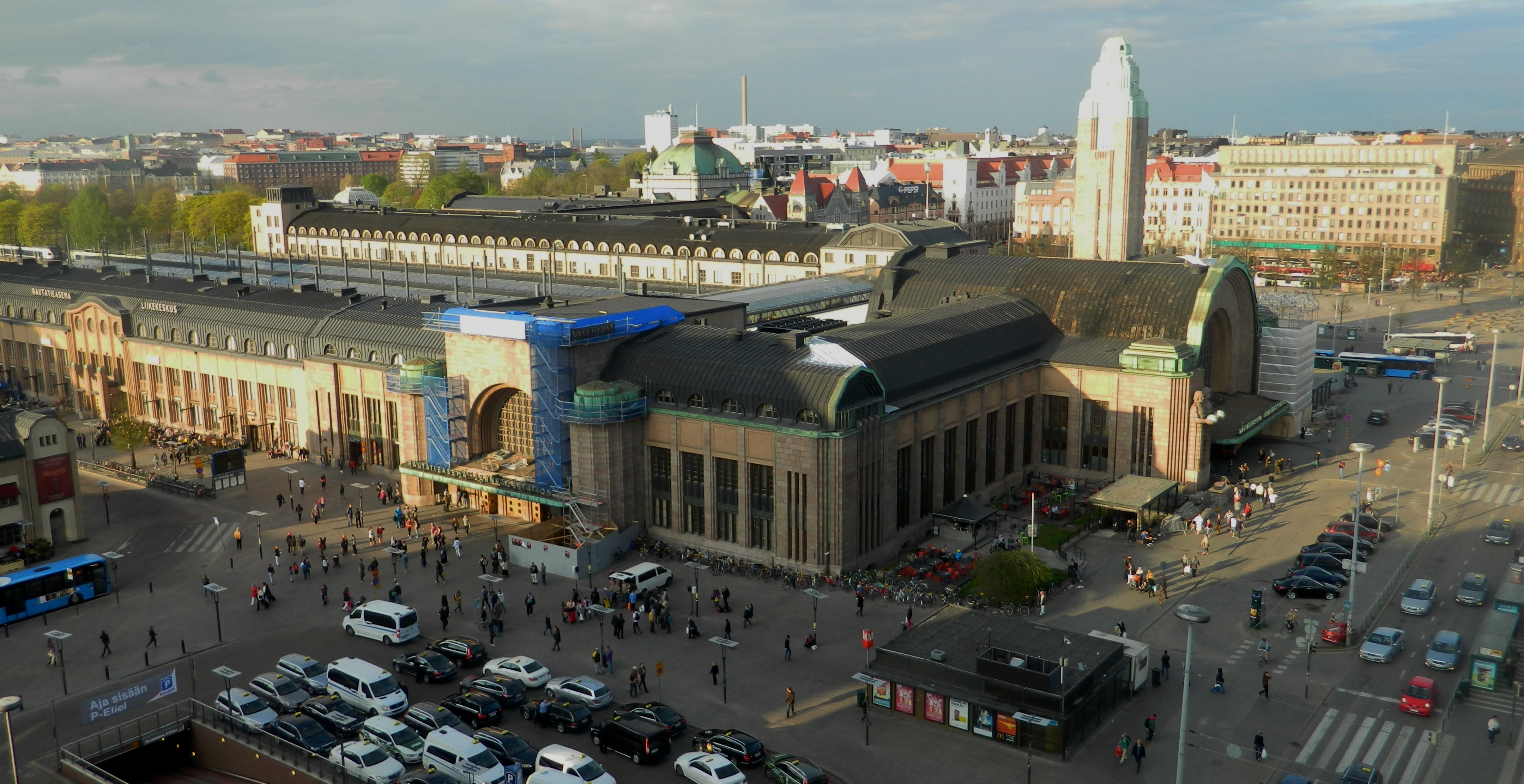
赫尔辛基中央车站空照
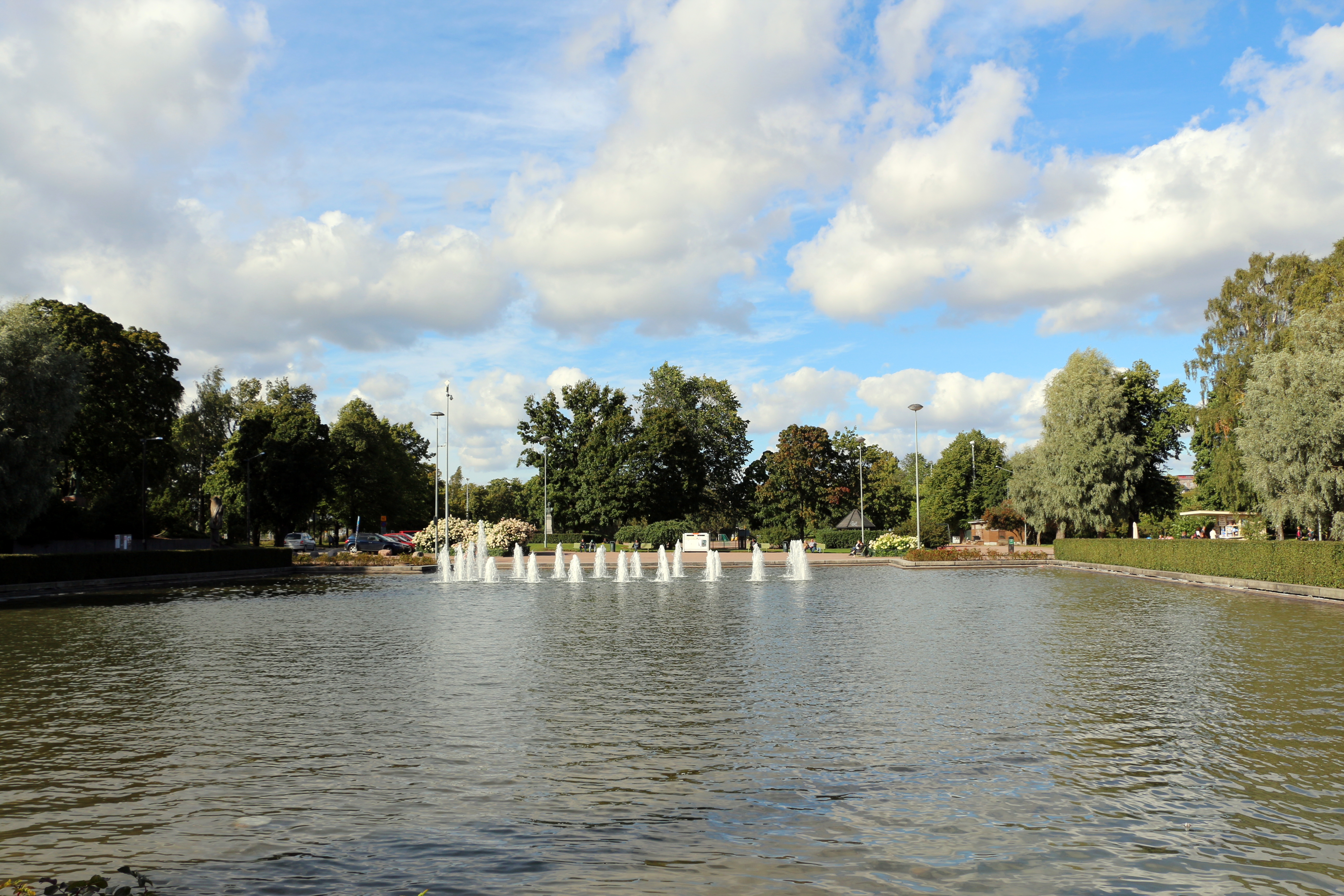
凯萨半岛公园里的喷泉